# Українська анімація
Українська анімація або українська мультиплікація — вид українського кіномистецтва, твори якого створюють методом покадрової зйомки послідовних фаз руху мальованих (графічна або мальована анімація) або об'ємних (об'ємна або лялькова анімація) картинок. Належить до сукупності європейських анімацій.

## Доба УРСР

Кадр з мультфільму «Казка про солом'яного бичка», 1927 рік.

Початок української анімації пов'язаний з анімаційним фільмом Дзиги Вертова «Радянські іграшки» (1924). Його кадри малював художник-аніматор Олександр Бушкін, уродженець Києва, що з 1922 працював у Москві на кіностудії «Госкино».
Перший український мультфільм вироблений у 1927 році, коли в Центральній мультиплікаційній майстерні ВУФКУ художник-аніматор В'ячеслав Левандовський створив ляльковий мультфільм «Казка про солом'яного бичка», за мотивами одноіменної казки Олександра Олеся. На жаль фільм не зберігся, нам відомо про нього лише кілька кадрів, хто бачив його, розповідає що фільм був мистецький і використовував вирізані з паперу фігурки. Також В'ячеслав Левандовський створив мультфільми «Десять» та «Білка хозяюшка і мишка лиходіюшка», проте вони також не збереглися.
В українській анімації в ті роки панували анімовані агіт-плакати, що висміювали Захід, вихваляли СРСР. Створювалися анімовані реклами фільмів і агітаційні короткометражки, як «Проданий апетит» (1927, режисер Євген Макаров).
В 1930-х роках репресивна машина СРСР стала знищувати анімацію України і знущатися над творцями, забороняючи їм творчу роботу. Про те, поодинокі мультфільми ще виходили. У 1934 році, в Одесі, молоді аніматори створили перший в історії України графічний мультиплікаційний фільм «Мурзилка в Африці» (реж. Семен Гуєцький та Євген Горбач). В ньому розповідалось про казкового персонажа Мурзилка, який вирушив до Африки, щоб урятувати негреня від жорстокості й несправедливості. Через рік виходить «Тук-Тук і його приятель Жук», який зняли учні Левандовського: Семен Гуєцький та Євген Горбач. Пригоди хлопчика, на ім'я Тук-Тук і його песика Жука був першою спробою створити серійного персонажа. Когось з експериментаторів і першовідкривачів перемолола репресивна машина, когось — війна, решта розчинилися у бюрократичній системі та не відсвічували.
Розвиток української анімації був поставлений на паузу і відновився у 1950-х. Ренесанс цього виду мистецтва завдячує появою Іполиту Лазарчуку. Початком були «Пригоди Перця» 1961 року. Над цим мультфільмом працював і відомий Давид Черкаський, режисер «Острова скарбів». Ні у кого з команди Іполита на той час не було досвіду в створенні анімації, але результат виявився успішним. Мультфільм розповідає про Перця, співробітника журналу, до якого звертаються по допомогу звірі, які потерпають від браконьєрів, що не лише влаштовують несанкціоновані полювання, а й забруднюють ліс і річку.  Із середини 1960-х років українські мультфільми озвучували українською та російською мовами. Але співвідношення тиражованих копій було нерівним — більшим накладом виходили анімаційні фільми саме російською. Україномовні версії могли взагалі не доходити в показ. З цієї причини виникло популярне уявлення, нібито українська анімація радянського часу була виключно російськомовною.

1967 рік, тоді на «Київнаукфільм» надійшов лист (прізвище автора втратилось) від жителя Запоріжжя, з проханням зняти фільм «Як козаки куліш варили», і навіть вже з вигаданими іменами героїв, так і зародилися Тур, Грай і Око.
|                                                  | Володимир Дахно намалював для мене довгу паличку і сказав, що це козак Грай, велике коло — силач Тур, маленьке — верткий Око. Я ж, як художник-аніматор, зробив з його ідеї персонажів. Створив їм обличчя, наростив тіла. Зробив їх такими, якими їх сьогодні знають всі. До речі, не всім відомо, що спочатку була ідея зняти повнометражне художнє кіно про козаків, але з цієї ідеї нічого не вийшло. У підсумку вирішили зробити мультфільм. Ніхто не думав, що з цього може вийти щось серйозне. |
| — Едуард Кірич, художник, творець образу козаків | |

Тур, Грай і Око, персонажі серіалу «Як козаки...»

За першим фільмом, почали знімати інші. Козаки поставали сміливими і дотепними героями, які при цьому не промовляють ні слова (лише вигуки). Другий мультфільм мав назву «Як козаки у футбол грали» (1970), і був дуже популярний. За ним послідували «Як козаки наречених визволяли» (1973), «Як козаки сіль купували» (1975), «Як козаки олімпійцями стали» (1978), «Як козаки мушкетерам допомагали» (1979). Перший мультфільм перебував під впливом хорватської анімаційної школи Загреба, наступні — диснеївської стилістики.
У 1976 році побачили перші серії мультсеріалу «Пригоди капітана Врунгеля», пригодницька опера про старого капітана Врунгеля, який вирішує взяти участь у парусній регаті. Його створили за мотивами повісті Андрія Некрасова. У 1980 році виходить мультфільм «Капітошка» про дружні стосунки Вовченяти та каплі Капітошки. У 1981 році вийшов мультфільм «Аліса у країні див» за казкою Льюїса Керрола.
У 1984 році на студії «Київнаукфільм» відзняли мультфільм «Як Петрик П'яточкин слоників рахував». А сценарії для нього написала та й, власне, вигадала самого персонажа — дитяча письменниця Наталья Гузєєва.
1980-і стали періодом експериментів внаслідок послаблення державного контролю над мистецтвом у часи Перебудови. Прикладом є «Бій» (1986) Михайла Тітова — це екранізація оповідання Стівена Кінга «Поле бою» про вбивцю, який стикається з живими та смертельно небезпечними іграшками. Майстринею абсурдистської анімації того часу була Наталія Марченкова, що створила мультфільми «Як Їжачок і Ведмежа небо міняли» (1985), «Твір про дідуся» (1987), «Що тут коїться іще?!» (1988), «Моя сім'я» (1989), «Любов і смерть картоплі звичайної» (1990).
На початку 1990-х років через розпад СРСР архіви Київнаукфільм було повністю знищено. Через чиновників Міністерства культури загинули майже всі докази, що свідчили про багаторічну працю маси українських аніматорів. Фонові заставки та ескізи до вже відзнятих стрічок та сценаріїв майбутніх — все, що залишилося від радянського спадку української анімації.

## Незалежна Україна

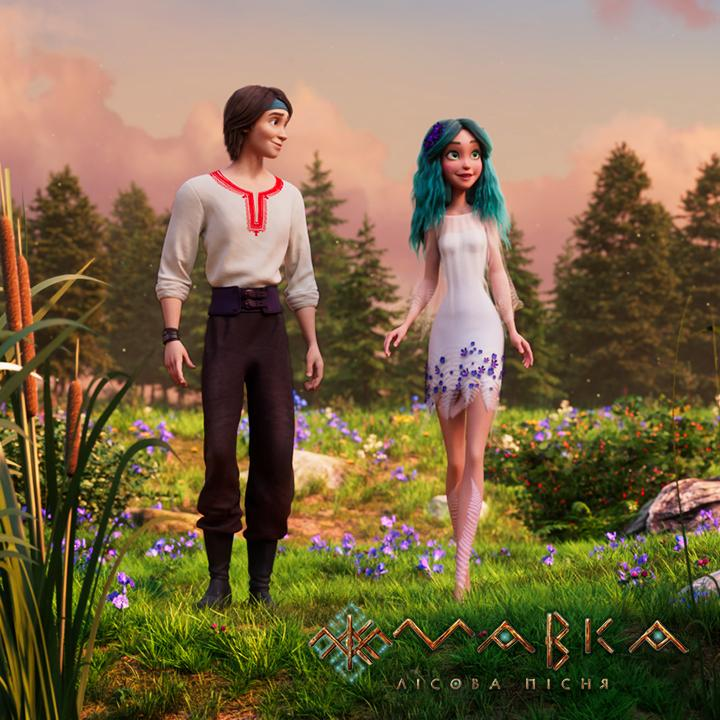
Рекламне зображення «Мавка. Лісова пісня»

Перший повнометражний фільм незалежної України вийшов у рік здобуття нею незалежності. Це «Енеїда» (1991) Володимира Дахна, екранізація твору Івана Котляревського, робота над яким стартувала в 1988. Того ж року відбувся вихід «Три паньки на ярмарку» і «Три паньки хазяйнують». Наступного — «Кривенька Качечка», «Богданчик і барабан».
У 1990-і виходили «Історія одного поросятка» (1994) за мотивами однойменної дитячої казки, написаної Юрієм Винничуком, «Як козаки у хокей грали» (1995) — продовження серіалу про козаків Дахна. «День народження Юлії» (1995) Наталії Марченкової — це історія про дівчину Юлію, на основі міської легенди. Після смерті свого коханого Юлія знайомиться з заможним американцем. Але дух коханого відвідує її та забирає її душу в царство мертвих. Марченкова створила в 90-і також мультфільми «Рукавичка» (1996) і «Залізний вовк» (1999). Глядачі побачили «Коза-дереза» (1995), «Ведмедик і той, що живе в річці» (1996), «Як метелик вивчав життя» (1997) за мотивами казки Юрія Винничука.
2000-і стали часом занепаду української анімації, але водночас саме тоді з'явилися студії, які вже не тільки робили мультфільми, а й створювали музичні кліпи, рекламні ролики. Випускалися «Літачок Ліп» (2000), «Таємний посол» (2000), «П'єса для трьох акторів» (2004), «Війна яблук та гусені» (2004), «Злидні» (2005), «Каприз» (2005), «Чого в лісі не буває» (2006), «Курка, яка несла всяку всячину» (2006), «Коп і Штик — Завзяті Кроти» (2006), «Живчик та його друзі» (2006), «Чарівний горох» (2008), «Маленький великий пес» (2008), «Червона жаба» (2008). Це був також час, коли українська короткометражна анімація здобула неодноразове міжнародне визнання. Таким є «Йшов трамвай дев'ятий номер» (2002) — пластилінова анімація, що в 2003 році отримала премію на Берлінському міжнародному кінофестивалі. «Засипле сніг дороги…» (2004) Євгена Сивоконя отримав приз за «Найкращий анімаційний фільм» на 28-му Міжнародному фестивалі короткометражних фільмів у Клермон-Феррані та інші нагороди. «Жив собі чорний кіт» (2006) створювався на замовлення Міністерства культури і туризму України. У 2007 вийшов «Лис Микита» — перший український багатосерійний анімаційний фільм, екранізація однойменного твору Івана Франка.
Знаковим проєктом 2010 року став «Моя країна — Україна». Цей серіал коротких анімаційних фільмів розповідає в кожному епізоді казку, історію, легенду з конкретного місця України. У 2000-і відбувалися спроби продовжити серіал «Як козаки…» Вони увінчалися успіхом тільки в 2016, коли вийшов серіал «Козаки. Футбол» Марини Медвідь, і «Козаки. Навколо світу» (2018). Повнометражний «Пригоди бравого вояка Швейка» (2010) створювався на приватній студії «Ялта-фільм». В Україні «Швейк» у прокат не вийшов, а був показаний тільки на фестивалі «Крок». Також відбувся його прокат у Росії в скороченій версії. «Ескімоска» став першим українським мультсеріалом, створеним у технології 3D. Він виходив з 2012 по 2016 — загалом 104 епізоди. Наступного року вийшов «210 добрих справ» (2013), який отримав 12-исерійне продовження в 2022 році. В другій половині 2010-х з'явилися «Пригоди Котигорошка та його друзів» (2014) і «Бабай» (2014), а також короткометражні твори, як «Кобзар 2015» (2017) і «Кохання» (2019). Повнометражний «Микита Кожум'яка» (2016) створювався кіностудіями Panama Grand Prix та Karandash Animation Studio. Режисером став Манук Депоян. Мультфільм створювали з прицілом на західну аудиторію, зокрема озвучивши спершу англійською, а потім виконавши український дубляж. Потім вийшли повнометражний «Викрадена принцеса: Руслан і Людмила» (2018), заробивши за перший тиждень прокату 21,5 млн гривень, і «Віктор Робот» (2019). Того ж року українські глядачі побачили «Клара та чарівний дракон».
За роки з 2011-го по 2021-й Держкіно було профінансовано 50 анімаційних фільмів на суму майже 183 млн грн. Довженко-Центр зібрав українську анімацію 1920-х — 2000-х років на своєму тематичному ютуб-каналі.
Повномасштабне вторгнення Росії ускладнило роботу в анімаційній індустрії, державну підтримку сегмента було призупинено, а обстріли й відключення дуже сповільнили темп роботи. Однак, у час активної російсько-української війни вийшла «Мавка. Лісова пісня» (2023), створена кіностудією Animagrad за мотивами однойменного твору Лесі Українки. Вихід фільму збільшив продажі оригінального твору у 300 разів і збільшив відвідуваність театральних постановок української класики. «Мавка» стала найкасовішим українським анімаційним фільмом, її збори досягнули 81,8 млн грн, а кількість глядачів перевищила 600 тис.
У відповідь на війну було створено мультсеріал «Пес Патрон» (2023-), вчить дітей правилам безпеки під час війни. Його створили спільно зі студією PlasticBag за підтримки USAID, партнером також стала організація ЮНІСЕФ, яка раніше дала справжньому псові Патронові титул «Пса Доброї волі». Розвинулася незалежна анімація, прикладом якої є серіал «Університет Чупарського» (2022-) про пригоди двох студентів та викладача-винахідника з «дорослим» гумором.